# 科鑄技術集團
科鑄技術集團有限公司，除牌當時為2302.HK，曾在香港交易所上市的香港工業公司，當時是在1993年成立，由劉鑾雄主要大股東。後來被中國核工業集團公司收購，由中核國際取代上市。
後來被母公司出售股權，原因成本上漲。

## 外部連結
- 科鑄技術集團 （页面存档备份，存于）